# Aaliyah Telesford
Aaliyah Telesford (ur. 10 marca 1995) – trynidadzko-tobagijska lekkoatletka specjalizująca się w biegach sprinterskich.
W 2012 weszła w skład trynidadzkiej sztafety 4 × 100 metrów, która zdobyła brąz mistrzostw Ameryki Środkowej i Karaibów juniorów. Dwa lata później, na tej samej imprezie, sięgnęła po dwa złote medale. W tym samym roku startowała na mistrzostwach świata juniorów w Eugene, podczas których dotarła do półfinału biegu na 100 metrów, a wraz z koleżankami z reprezentacji zajęła 4. miejsce w sztafecie 4 × 100 metrów.
Medalistka CARIFTA Games. Stawała na podium mistrzostw Trynidadu i Tobago.

## Osiągnięcia
| Rok  | Impreza                                           | Miejsce        | Konkurencja             | Lokata     | Wynik  |
| ---- | ------------------------------------------------- | -------------- | ----------------------- | ---------- | ------ |
| 2012 | Mistrzostwa Ameryki Środkowej i Karaibów juniorów | San Salvador   | sztafeta 4 × 100 metrów | 3. miejsce | 46,24  |
| 2012 | Mistrzostwa świata juniorów                       | Barcelona      | bieg na 100 metrów      | eliminacje | 12,05  |
| 2013 | CARIFTA Games                                     | Nassau         | bieg na 100 metrów      | 6. miejsce | 11,83  |
| 2013 | CARIFTA Games                                     | Nassau         | sztafeta 4 × 100 metrów | 3. miejsce | 45,71  |
| 2014 | CARIFTA Games                                     | Fort-de-France | bieg na 100 metrów      | 2. miejsce | 11,42w |
| 2014 | Mistrzostwa Ameryki Środkowej i Karaibów juniorów | Morelia        | bieg na 100 metrów      | 1. miejsce | 11,47  |
| 2014 | Mistrzostwa Ameryki Środkowej i Karaibów juniorów | Morelia        | sztafeta 4 × 100 metrów | 1. miejsce | 44,24  |
| 2014 | Mistrzostwa świata juniorów                       | Eugene         | bieg na 100 metrów      | półfinał   | 11,94  |
| 2014 | Mistrzostwa świata juniorów                       | Eugene         | sztafeta 4 × 100 metrów | 4. miejsce | 44,75  |

## Rekordy życiowe
- Bieg na 60 metrów (hala) – 7,38 (2016)
- Bieg na 100 metrów – 11,47 (2014) / 11,42w (2014)
- Bieg na 200 metrów – 24,10 (2013)